# عيسى السفري
عيسى روفا السّفري، (1949 - 1894) مؤرخ، صحفي وأديب فلسطيني.

## النشأة والمسيرة
ولد السفري في مدينة الرملة، حيث تلقى فيها دراسته الابتدائية، واستكمل باقي مراحل الدراسة في مدينة يافا، في بداية مسيرته عمل مدرساً في المدارس الحكومية قبل أن يتفرغ للعمل الصحفي في جريدة فلسطين لصحابها عيسى العيسى ومن ثم محررا لها، استخدم الجريدة كمنصة لكي يعبر عن اراءه السياسية المناهضة لسياسات الصهيونية، بالإضافة إلى التحذير من التداعيات للمخططات الصهيونية في ذلك الحين. ثم انتقل بعدها لتأسيس مكتبته ومطبعته الخاصة في يافا والتي شغلت حيزا من ندوات الأدباء، حتى اعتقلته السلطات البريطانية في سجن المزرعة بعكا لثلاثة أشهر.
بعد وقوع النكبة سنة 1948 انتقل السفري من مدينة يافا إلى مدينة السلط في الأردن، حيث مكث عاماً كاملاً، لينتقل بعدها لمدينة عمان الأردنية، لتكون المدينة التي توفى بها عام 1949 بسبب أزمة قلبية. 

## أعماله[3][2]
- مجموعة مقالات من الشعر المنثور في الأدب والوطن والاجتماع «رسالتي» (1937)
- كتاب «عجائب الأرقام» (1940)
- كتاب «العرب المنتصرة في الجاهلية والإسلام» (1943)
- كتاب «دماء ودموع» (1947)[4]
- كتيبة «الوعود الثلاثة في تاريخ فلسطين» (1947)
- كتاب «فلسطين العربية بين الانتداب والصهيونية» (1937):[5] الذي يعتبر من أهم منشوراته، وهو عبارة عن كتابان في مجلد واحد: يشمل الكتاب الأول تاريخ القضية العربية الفلسطينية منذ الاحتلال البريطاني لفلسطين سنة 1917 حتى نشوب ثورة نيسان الكبرى سنة 1936 ويشمل الكتاب الثاني تاريخ الثورة وأسبابها وتطوراتها ونتائجها حتى مجيء اللجنة الملكية: سجل عام لقضية فلسطين في عشرين سنة.